# Michèle Bardollet
Michèle Bardollet, née le 26 mai 1939 à Paris 14e, est une actrice française.

## Biographie

### Jeunesse et débuts
Fille des comédiens Léo Bardollet et Colette Iris, Michèle Bardollet naît à Paris (14e arr.) le 26 mai 1939. Enfant de la balle, elle fait partie au cours des années 1950 de la compagnie du Théâtre du petit Jacques dirigée par Antonin Baryel. Elle y donne la réplique à Roger Dumas, Jean-Paul Rouland et Jacques Herlin dans  Les Aventures de Bidibi et Banban.

### Carrière
Après le jeune public, c'est au tour du public adulte de la découvrir, en 1958 dans L'Année du bac de José-André Lacour, mise en scène Yves Robert, où elle interprète Nicky.
Michèle Bardollet fait sa première expérience au cinéma en 1956 dans Les Promesses dangereuses de Jean Gourguet puis tourne une vingtaine de films parmi lesquels Les Tricheurs de Marcel Carné (1958), Les Bons Vivants (1965) de Georges Lautner, Un homme de trop de Costa-Gavras (1966), Mayrig d'Henri Verneuil (1991) et à la télévision dans L'Auberge de l'ange gardien, Arsène Lupin, Au théâtre ce soir et Le Comte de Monte-Cristo de Josée Dayan notamment.
Michèle s'est ensuite spécialisée dans le doublage avec un égal talent en devenant l'une des plus grandes dames de la postsynchronisation. Elle est la voix française régulière de Bette Midler et de Barbra Streisand dans la plupart de leurs films, ainsi que de Joan Collins et de Sharon Gless dans la plupart de leurs téléfilms et séries télévisées.

### Vie privée
Michèle Bardollet a été mariée avec le comédien Georges Galley (1926-1994) avec lequel elle a eu deux fils, Alexandre, également comédien, et Frédéric.

## Théâtre
- 1958 : L'Année du bac de José-André Lacour, mise en scène Yves Robert, théâtre Édouard-VII
- 1960 : La Jubilaire de Joseph Breitbach, mise en scène Michel de Ré, théâtre Hébertot
- 1962 : Boeing Boeing de Marc Camoletti, mise en scène Christian-Gérard, Comédie-Caumartin : Judith
- 1962 : Cecè de Luigi Pirandello, mise en scène Jacques Mauclair, théâtre de l'Alliance française
- 1964 : La Preuve par quatre de Félicien Marceau, mise en scène de l'auteur, théâtre de la Michodière
- 1967 : Comme au théâtre de Françoise Dorin, mise en scène Michel Roux, théâtre de la Michodière
- 1974 : Duos sur canapé de Marc Camoletti, mise en scène de l'auteur, théâtre Michel
- 1979-1980 : La Bonne Soupe de Félicien Marceau, mise en scène Jean Meyer, théâtre des Célestins puis théâtre Marigny
- 1982-1983 : L'École des femmes de Molière, mise en scène Jean Meyer, théâtre des Célestins
- 1985 : Topaze de Marcel Pagnol, mise en scène Jean Meyer, théâtre des Célestins
- 1985 : Les Femmes savantes de Molière, mise en scène Jean Meyer, théâtre des Célestins
- 1985 : Un coq en pâte de Jean Meyer, mise en scène de l'auteur, théâtre des Célestins
- 1993 : Les Palmes de monsieur Schutz de Jean-Noël Fenwick, mise en scène Gérard Caillaud, théâtre de la Michodière
- 1999-2000 : Ma femme s'appelle Maurice de Raffy Shart, mise en scène Jean-Luc Moreau, théâtre Marigny
- 2014-2015 : La famille est dans le pré ! de Franck Le Hen, mise en scène Luq Hamet, théâtre d'Edgar[5]

## Filmographie

### Cinéma
- 1956 : Les Promesses dangereuses de Jean Gourguet
- 1957 : La Garçonne de Jacqueline Audry
- 1957 : Paris Music Hall de Stany Cordier
- 1958 : Les Tricheurs de Marcel Carné
- 1959 : Les Dragueurs de Jean-Pierre Mocky : voix off
- 1959 : La Nuit des traqués de Bernard Roland
- 1961 : Douce Violence de Max Pécas
- 1963 : Bébert et l'Omnibus d'Yves Robert : une jeune du train
- 1964 : Moi et les hommes de quarante ans de Jack Pinoteau : Ginette
- 1965 : Les Bons Vivants ou Un grand seigneur de Gilles Grangier (sketch La fermeture) : une pensionnaire
- 1967 : Un homme de trop de Costa-Gavras : Micheline
- 1978 : L'Horoscope ou Fais gaffe à la marche de Jean Girault
- 1985 : Suivez mon regard de Jean Curtelin
- 1991 : Mayrig d'Henri Verneuil : Madeleine

### Télévision
- 1961 : Les Cinq Dernières Minutes, épisode L'Avoine et l'Oseille  de Claude Loursais
- 1967 : Au théâtre ce soir : Pour avoir Adrienne de Louis Verneuil, mise en scène Pierre Mondy, réalisation Pierre Sabbagh, théâtre Marigny
- 1971 : Arsène Lupin, épisode L'Agence Barnett (1.5) : Olga
- 1973 : Au théâtre ce soir : La Tête des autres de Marcel Aymé, mise en scène Raymond Rouleau, réalisation Georges Folgoas, théâtre Marigny
- 1980 : Les Visiteurs feuilleton réalisé par Michel Wyn : Colette
- 1980 : Médecins de nuit de Jean-Pierre Prévost, épisode : La Pension Michel
- 1990 : Maguy, épisode Désaccords de guitare[Qui ?]
- 1998 : Le Comte de Monte-Cristo , mini-série de Josée Dayan : La Carconte, femme de Caderousse
- 1998 : Extra Zigda : Mme Plantu

## Doublage
Note : Les dates en italique correspondent aux sorties initiales des films auxquels Michèle Bardollet a participé lors de redoublages ou de doublages tardifs.

### Cinéma

#### Films
- Barbra Streisand dans :
  - Funny Girl (1968) : Fanny Brice
  - Hello, Dolly! (1969) : Dolly Levi
  - Melinda (1970) : Daisy Gamble / Melinda Tentrees
  - On s'fait la valise, docteur ? (1972) : Judy Maxwell
  - Nos plus belles années (1973) : Katie Morosky
  - Ma femme est dingue (1974) : Henrietta 'Henry' Robbins
  - Funny Lady (1975) : Fanny Brice
  - Une étoile est née (1976) : Esther Hoffman
  - Tendre Combat (1979) : Hillary Kramer
  - La Vie en mauve (1981) : Cheryl Gibbons
  - Cinglée (1987) : Claudia Draper
  - Mon beau-père, mes parents et moi (2004) : Rozalin Focker
  - Mon beau-père et nous (2010) : Rozalin Focker
  - Maman, j'ai raté ma vie (2012) : Joyce Brewster

- Bette Midler dans :
  - Une chance pas croyable (1987) : Sandy Brozinsky
  - Stella (1990) : Stella Claire
  - For the Boys (1991) : Dixie Leonard
  - Get Shorty (1995) : Doris
  - Le Club des ex (1996) : Brenda Cushman
  - C'est ça l'amour (1997) : Lilly Leonard
  - Mais qui a tué Mona ? (2000) : Mona Dearly
  - Et l'homme créa la femme (2004) : Bobby Markowitz
  - Comme chiens et chats : La Revanche de Kitty Galore (2010) : Kitty Galore
  - Nos soirées gâteaux-bar (en) (2023) : Benita

- Claudia Cardinale dans :
  - Le Bel Antonio (1960) : Barbara Puglisi
  - Le Plus Grand Cirque du monde (1964) : Toni Alfredo
  - Les Yeux bandés (1965) : Vicky
  - Il était une fois dans l'Ouest (1968) : Jill McBain
  - La Mafia fait la loi (1968) : Rosa Nicolosi
  - Violence et Passion (1974) : l'épouse du professeur
  - L'Affaire Mori (1977) : Anna Torrisi
  - Bons baisers d'Athènes (1979) : Eleana

- Stella Stevens dans :
  - Le Bataillon des lâches (1964) : Martha Lou Williams
  - Matt Helm, agent très spécial (1966) : Gail Hendricks
  - Massacre (1972) : Ann
  - L'Aventure du Poséidon (1972) : Linda Rogo
  - Nickelodeon (1976) : Marty Reeves

- Julie Christie dans :
  - Darling chérie (1965) : Diana Scott
  - Le Jeune Cassidy (1965) : Daisy Battles
  - Petulia (1968) : Petulia Danner
  - John McCabe (1971) : Constance Miller

- Dolly Parton dans :
  - Comment se débarrasser de son patron (1980) : Doralee Rhodes
  - Potins de femmes (1989) : Truvy Jones
  - Miss FBI : Divinement armée (2005) : elle-même
  - Joyful Noise (2012) : G.G. Sparrow

- Debbie Reynolds dans :
  - Les Pièges de Broadway (1960) : Peggy Brown
  - Mon séducteur de père (1961) : Jessica Anne Poole
  - Recherche Bad Boys désespérément (2012) : Grandma Mazur

- Jane Fonda dans :
  - La Rue chaude (1962) : Kitty Twist
  - La Poursuite impitoyable (1966) : Anna
  - Nos âmes la nuit (2017) : Addie Moore

- Cathy Moriarty dans :
  - Un flic à la maternelle (1990) : la mère de Sylvester
  - La Tête dans le carton à chapeaux (1999) : Earlene Bullis
  - Mafia Blues 2 (2002) : Patti LoPresti

- CCH Pounder dans :
  - Esther (2009) : sœur Abigail
  - Avatar (2009) : Mo'at
  - Avatar : La Voie de l'eau (2022) : Mo'at

- Chelo Alonso dans :
  - La Terreur du masque rouge (1960) : Karima
  - Maciste contre le Cyclope (1961) : Capys

- Susannah York dans :
  - La Septième Aube (1964) : Candace Trumpey
  - Les Sables du Kalahari (1965) : Grace Munkton

- Margaret Lee dans :
  - Fureur sur le Bosphore (1965) : Evelyn Stone
  - Le Soleil des voyous (1966) : Betty

- Gena Rowlands dans :
  - Une femme sous influence (1974) : Mabel Longhetti
  - Gloria (1980) : Gloria Swenson

- María Conchita Alonso dans :
  - Running Man (1987) : Amber Mendez
  - Extrême Préjudice (1987) : Sarita Cisneros

- Magda Szubanski dans :
  - Babe, le cochon devenu berger (1995) : Esme Cordelia Hoggett
  - Babe, le cochon dans la ville (1998) : Esme Cordelia Hoggett

- Lainie Kazan dans :
  - Rien que pour vos cheveux (2008) : Gail
  - Pixels (2015) : Mickey Lamonsoff

- 1954 : C'est pas une vie, Jerry : Wally Cook (Janet Leigh)
- 1958 : L'Esclave d'Orient : Lerna (Isabelle Corey)
- 1958 : Les Grands Espaces : Julie Maragon (Jean Simmons)
- 1959 : Ce monde à part : Kate Judson Lawrence (Diane Brewster)
- 1959 : Un matin comme les autres : l'étudiante jouant Kismine dans la pièce (Mary Jane Saunders)
- 1959 : Au risque de se perdre : Lisa (Diana Lambert (en))
- 1959 : Le Cirque fantastique : Jeannie Whirling (Kathryn Grant)
- 1959 : Trahison à Athènes : Eleftheria Piricos (Gia Scala)
- 1960 : Le Sergent noir : Lucy Dabney (Toby Michaels)
- 1960 : Le Monde perdu : Jennifer Holmes (Jill St John)
- 1960 : Elmer Gantry le charlatan : La femme en rouge (Marjorie Stapp)
- 1961 : Un, deux, trois : Scarlet Hazeltine (Pamela Tiffin)
- 1961 : La Fureur d'Hercule : Magali (Cristina Gajoni)
- 1961 : Samson contre Hercule : Gea (Manja Golec)
- 1961 : West Side Story : Anita (Rita Moreno)
- 1962 : Le Tyran de Syracuse : Adriana (Liana Orfei)
- 1962 : Ursus le rebelle : Arminia  (José Greci)
- 1962 : L'Île aux filles perdues : Pauline (Claudine Damon)
- 1962 : Coups de feu dans la Sierra : Elsa Knudsen (Mariette Hartley)
- 1962 : La Colère d’Achille : Xenia (Cristina Gajoni)
- 1962 : Échec à la brigade criminelle : Wackel-Heidi (Anneli Sauli (en))
- 1963 : La Fille qui en savait trop : Nora Davis (Letícia Román)
- 1963 : Les Derniers Jours d'un empire : Xenia (Maria Grazia Buccella)
- 1963 : Les Monstres : Giuliana (Rika Dialina)
- 1963 : Le Grand Duc et l'Héritière : Millicent "Millie" Mehaffey (Hope Lange)
- 1963 : La Revanche du Sicilien : Darien « Dare » Guinness (Elizabeth Montgomery)
- 1964 : Banco à Bangkok pour OSS 117 : Lila Sinn (Pier Angeli)
- 1964 : Ces merveilleux fous volants dans leurs drôles de machines : Brigitte / Ingrid / Marlene / Françoise / Yvette / Betty (Irina Demick)
- 1965 : Quoi de neuf, Pussycat ? : Liz Bien (Paula Prentiss)
- 1965 : L'Express du colonel Von Ryan : Gabriella (Raffaella Carrà)
- 1965 : Les Inséparables : Kitty (Sigrid Valdis)
- 1965 : Les Éperons noirs : Anna Elkins (Terry Moore)
- 1965 : L'Invasion secrète : Mila (Špela Rozin)
- 1965 : Le Kid de Cincinnati : Melba Nyle William (Ann-Margret)
- 1965 : Les Exploits d'Ali Baba : la princesse Amara (Jocelyn Lane (en))
- 1965 : Le Crâne maléfique : Jane Maitland (Jill Bennett)
- 1965 : Pleins feux sur Stanislas : Bénédicte (Nadja Tiller)
- 1965 : L'amour a plusieurs visages : Carol Lambert (Stefanie Powers)
- 1966 : La Grande Combine : Sandy Hinkle (Judi West (en))
- 1966 : Mes funérailles à Berlin : Babcock (Sarah Brackett)
- 1966 : Alfie le dragueur : Gilda (Julia Foster)
- 1966 : L'agent Gordon se déchaîne : la joueuse au casino parlant à Gordon [Qui ?]
- 1966 : Un ange pour Satan : Luisa (Halina Zalewska)
- 1967 : L'Or des pistoleros : Billee Copperud (Margaret Blye)
- 1967 : Le Dernier Safari : Grant (Gabriella Licudi)
- 1967 : La Vingt-cinquième Heure : Suzanna Moritz (Virna Lisi)
- 1967 : Trois fantômes à la plage : Jenny / Priscilla / Carol (Jill Townsend)
- 1967 : Le Voyage : la serveuse du bar (Luana Anders)
- 1968 : Dracula et les Femmes : Zena (Barbara Ewing (en))
- 1970[6] : WUSA : Geraldine (Joanne Woodward)
- 1970 : La Vallée des plaisirs : Vanessa (Lavelle Roby)
- 1971 : La Loi du milieu : Margaret (Dorothy White)
- 1971 : Quand siffle la dernière balle : Alma (Susan Tyrrell)
- 1971[7] : Tueur malgré lui : Jenny (Joan Blondell)
- 1972 : La Dernière Maison sur la gauche : Sadie (Jeramie Rain (en))
- 1972 : Le Brise-cœur : Lila Kolodny (Jeannie Berlin)
- 1973 : Le Fauve : Alexis Montaigne (Dyan Cannon)
- 1974 : Sugarland Express : Lou Jean Poplin (Goldie Hawn)
- 1975 : Spécial Magnum : Margie Cohn (Gayle Hunnicutt)
- 1976 : Embryo : Martha Douglas (Diane Ladd)
- 1976 : Trinita, connais pas : Rosy (Giuliana Calandra)
- 1976 : Soudain... les monstres : Lorna Scott (Pamela Franklin)
- 1976 : Week-end sauvage : la pompiste[Qui ?]
- 1977 : Rencontres du troisième type : Jillian Guiler (Melinda Dillon) (1er doublage)
- 1977 : Ruby : Ruby Claire (Piper Laurie)
- 1977 : Bande de flics : Sabrina (Susan Batson)
- 1977 : Le Cercle infernal : la nièce de Mrs. Fludd (Yvonne Edgell)
- 1978 : L’Invasion des profanateurs : Nancy Bellicec (Veronica Cartwright)
- 1978 : La Fureur du danger : Gwen (Sally Field)
- 1978 : The Wiz : Glinda (Lena Horne) [8]
- 1979 : Brigade des anges : Michelle Wilson (Susan Kiger (en))
- 1979 : Le Vainqueur : Janet (Susan Anspach)
- 1979 : Expérimentations humaines : Rachel Foster (Linda Haynes (en))
- 1979 : The Swap : Vivian Buck (Lisa Blount)
- 1980 : Cobra : Lola Alberti (Licinia Lentini), Ivan Radovic (Claudio Pacifico) et la teinturière[Qui ?]
- 1984 : 2010 : L'Année du premier contact : Tanya Kirbuk (Helen Mirren)
- 1984 : Portés disparus : Ann (Lenore Kasdorf (en))
- 1984[9] : Supergirl : Bianca (Brenda Vaccaro)
- 1985 : Rocky 4 : Ludmilla Drago (Brigitte Nielsen)
- 1985 : La Couleur pourpre : Sofia (Oprah Winfrey)
- 1987 : Wall Street : Darien Taylor (Daryl Hannah)
- 1989 : Lectures diaboliques : Mona (Stephanie Hodge)
- 1990 : Le Mystère von Bülow : Andrea Reynolds (Christine Baranski)
- 1990 : Les Fous de la pub : Dr Liz Baylor (Mercedes Ruehl)
- 1991 : Le Plus Beau Cadeau du monde : Sonya (Camille Saviola)
- 1994 : Y a-t-il un flic pour sauver Hollywood ? : Maman Dillon (Kathleen Freeman)
- 1995 : Showgirls : Henrietta Bazoom (Lin Tucci)
- 1995 : Le Jour de la bête : Rosario (Terele Pávez)
- 1999 : Belles à mourir : Chloris Klinghagen (Mary Gillis)
- 2002 : Mariage à la grecque : la tante Voula (Andrea Martin)
- 2004 : L'Armée des morts : Norma (Jayne Eastwood)
- 2004 : Hold-up : Maite (Carmen Maura)
- 2004 : Ladykillers : Marva Munson (Irma P. Hall)
- 2004 : A Dirty Shame : Big Ethel (Suzanne Shepherd (en))
- 2005 : Sa mère ou moi ! : Gertrude Fields (Elaine Stritch)
- 2007 : Nancy Drew : Barbara Barbara (Caroline Aaron)
- 2013 : Big Bad Wolves : Malka (Rivka Michaeli (en))
- 2021 : Spider-Man: No Way Home : Lola Leeds (Mary Rivera)
- 2022 : Blonde : Tracey (Mary-Pat Green)
- 2023 : Tu peux oublier ma bat-mitsva ! (en) : ? ( ? )
- 2023 : Ferrari : Adalgisa Ferrari (Daniela Piperno (it))

#### Films d'animation
- 1988 : Oliver et Compagnie : Georgette
- 2005 : Les Noces funèbres : Mme Plum
- 2010 : Toy Story 3 : Mme Patate
- 2010 : Arrietty : Le Petit Monde des Chapardeurs : Haru
- 2013 : Turbo : Kim Ly
- 2019 : Toy Story 4 : Madame Patate
- 2020 : Soul : Terry
- 2023 : Nimona : la reine Valerin[10]

### Télévision

#### Téléfilms
- 1975 : The Kansas City Massacre : Vi Morland (Lynn Loring)
- 1984 : La Guerre des casinos : Sarah Shipman (Sharon Stone)
- 1985 : La Bataille d'Endor : Charal, la sorcière (Siân Phillips) (2d doublage)
- 1997 : Au-delà des rêves :  Julie Ordwell (Teri Garr)
- 1997 : Les Flèches de l'amour : Vénus (Suzanne Somers)
- 2000 : Un vrai coup de foudre : Karin (Doris Kunstmann)
- 2001 : Drôles de retrouvailles : Addie Holden (Joan Collins)
- 2015 : Un mouton nommé Elvis : la mère de Jakob (Karin Heine)

#### Séries télévisées
- Joan Collins dans :
  - Amicalement vôtre (1970) : Sidonie (épisode 17)
  - Dynastie (1981-1989) : Alexis Carrington Colby (205 épisodes)
  - La croisière s'amuse (1983) : Janine Adams (saison 6, épisode 21)
  - La Griffe du destin (1986) : Hélène Junot (mini-série)
  - Monte Carlo (1986) : Katrina Petrovna (mini-série)
  - Roseanne (1993) : Ronnie (saison 5, épisode 17)
  - Une nounou d'enfer (1996) : Joan Sheffield (saison 4, épisode 6)
  - Brentwood (1997) : Christina Hobson (7 épisodes)
  - Will et Grace (2000) : Helena Barnes (saison 2, épisode 22)
  - Hotel Babylon (2006) : Lady Imogen Patton (saison 1, épisode 7)
  - Femmes de footballeurs (2006) : Ava de Wolff (saison 5, épisodes 5 et 6)
  - Miss Marple (2009) : Ruth Van Rydock (saison 4, épisode 3)
  - The Royals (2015-2016) : Grande Duchesse Alexandra d'Oxford (7 épisodes)
  - American Horror Story (2018) : Evie Gallant / Bubbles McGee (saison 8, 4 épisodes)
  - Hawaii 5-0 (2019) : Amanda Savage (saison 9, épisode 18)

- CCH Pounder[11] dans :
  - Si c'était demain (1986) : Ernestine Littlechap (mini-série)
  - Cosby Show (1992) : une amie de Claire (saison 8, épisode 20)
  - New York, unité spéciale (2001-2010) : Carolyn Maddox (5 épisodes)
  - The Shield (2002-2008) : Claudette Wyms (88 épisodes)
  - Numbers (2005) : le lieutenant Havercamp (saison 1, épisode 3)
  - L'Agence no 1 des dames détectives (2009) : Andrea Curtin (épisode 3)
  - Brothers (2009) : Adele Trainor (13 épisodes)
  - Warehouse 13 (2009-2014) : Irene Frederic (29 épisodes)
  - Revenge (2011) : Warden Sharon Stiles (saison 1, épisodes 7 et 8)
  - Perception (2013) : psychiatre du FBI (saison 2, épisode 10)
  - Sons of Anarchy (2013-2014) : la procureure Tyne Patterson (14 épisodes)
  - NCIS : Enquêtes spéciales (2014) : Dr Loretta Wade (saison 11, épisodes 18 et 19)
  - NCIS : Nouvelle-Orléans (2014-2021) : Dr Loretta Wade (155 épisodes)
  - The Good Fight (2021) : Vinetta Clark (saison 5, épisodes 9 et 10)
- Sharon Gless dans :
  - Cagney et Lacey (1982-1988) : Christine Cagney (119 épisodes)
  - Queer as Folk (2000-2005) : Debbie Novotny (79 épisodes)
  - Amy (2003) : Dr Sally Goodwin (saison 4, épisode 15)
  - Burn Notice (2007-2013) : Madeline Westen (111 épisodes)
  - Nip/Tuck (2008-2009) : Colleen Rose (5 épisodes)
  - L'Exorciste (2016-2017) : Chris MacNeil (4 épisodes)
  - The Gifted (2017-2018) : Ellen Strucker (saison 1, épisodes 2 et 12)
- Patti D'Arbanville dans :
  - New York 911 (2000-2005) : Rose Boscorelli (16 épisodes)
  - Nip/Tuck (2003) : Wallace Forsythe (saison 1, épisode 4)
  - Division d'élite (2003) : Maggie (saison 3, épisode 8)
  - Les Soprano (2004) : Lorraine Calluzzo (3 épisodes)
  - Rescue Me : Les Héros du 11 septembre (2006-2010) : Ellie (14 épisodes)
  - New York, section criminelle (2007) : Cecilia (saison 6, épisode 11)

- Linda Lavin dans :
  - The Good Wife (2014-2015) : Joy Grubick (3 épisodes)
  - Bones (2015) : la juge Michael (saison 10, épisode 18)
  - Appartements 9JKL (2017-2018) : Judy Roberts (16 épisodes)
  - Elsbeth (2024) : Gloria Blecher (saison 1, épisode 2)
  - Mid-Century Modern (2025) : Sybil Schneiderman
- Lainie Kazan dans :
  - Les Contes de la crypte (1993) : Mme Grafungar (saison 5, épisode 5)
  - Desperate Housewives (2010) : Maxine Rosen (saison 7, 5 épisodes)
  - Modern Family (2013) : Eleanor (saison 4, épisode 11)
  - Grey's Anatomy (2013) : C. J. (saison 10, épisode 8)

- Kathleen Noone dans :
  - Côte Ouest (1990-1993) : Claudia Whittaker (67 épisodes)
  - Sunset Beach (1997-1999) : Bette Katzenkazrahi (363 épisodes)
  - Supernatural (2006) : Mme Robinson (saison 1, épisode 13)

- Brett Butler dans :
  - Une maman formidable (1993-1998) : Grace Kelly (112 épisodes)
  - The Leftovers (2015 / 2017) : Sandy (saison 2, épisode 5 et saison 3, épisode 2)
  - Murder (2016) : Trishelle Pratt (3 épisodes)

- Bette Midler dans :
  - Une nounou d'enfer (1997) : elle-même (saison 4, épisode 23)
  - Bette (2000-2001) : Bette (18 épisodes)
  - The Politician (2019-2020) : Hadassah Gold (8 épisodes)

- Suzanne Somers dans :
  - Notre belle famille (1991-1998) : Carol Foster Lambert (160 épisodes)
  - Une fille à scandales (1995) : elle-même (saison 1, épisode 8)

- Sheryl Lee Ralph dans :
  - Moesha (1999-2001) : Deidra « Dee » Moss Mitchell (2e voix, saisons 5 et 6)
  - Ray Donovan (2013-2020) : Claudette (10 épisodes)

- Caroline Aaron dans :
  - Ally McBeal (1999) : Laura Dipson (saison 2, épisode 12)
  - Episodes (2014-2017) : Linda (3 épisodes)

- Jo Marie Payton-Noble dans :
  - The Glades (2010) : Remelle (saison 1, épisode 4)
  - Miss Governor (en) (2025) : Cleo Dunkerson (16 épisodes)

- L. Scott Caldwell dans :
  - A Million Little Things (2018-2019) : Renee Howard (3 épisodes)
  - Our Kind of People (2021-2022) : Olivia Sturgess Dupont (8 épisodes)

- 1977 : Jésus de Nazareth : Marie Madeleine (Anne Bancroft) (mini-série)
- 1979 : Madame Columbo : Kate Columbo Callahan (Kate Mulgrew)
- 1979 : Terreur à bord : Louise Crawford (Stella Stevens)
- 1981 : Cœur de diamant : Leonor (Renata Sorrah)
- 1984-1985 : Arnold et Willy : Margaret « Maggie » McKinney Drummond (Dixie Carter)
- 1986-1987 : Falcon Crest : Kit Marlowe (Kim Novak)
- 1989 : Arabesque : Emily Dyers (Dinah Shore) (saison 5, épisode 15)
- 1989 : Freddy, le cauchemar de vos nuits : Joyce Burton (Sheree North) (saison 8, épisode 8)
- 1992-2005 : Absolutely Fabulous : June Monsoon (June Whitfield)
- 1993-1996 : Le Prince de Bel-Air : Vivian Banks (Daphne Reid)
- 1996 : Une fille à scandales : Félicia (Sally Kellerman) (saison 1, épisode 18)
- 1996-2006 : Sept à la maison : Gladys Bink (Eileen Brennan)
- 1997 : New York, police judiciaire : Ruth Titus (Theresa Merritt) (saison 7, épisode 19)
- 1997-2000 : Spin City : Abby Lassiter (Raquel Welch)
- 1998 : Chicago Hope : La Vie à tout prix : Madame Ortega (Irene Olga Lopez) (saison 4, épisode 22)
- 1998 : Poltergeist : Les Aventuriers du surnaturel : Rose (Esther Rolle) (saison 3, épisode 13)
- 1998 : Columbo : Verity Chandler (Rue McClanahan) (épisode : Tu retourneras en poussière)
- 2000 : Sept à la maison : Hattie (Irma P. Hall) (saison 4, épisode 12)
- 2001 : Friends : Charles Bing (Kathleen Turner)
- 2002 : FBI : Portés disparus : Connie (Magda Harout) (saison 1, épisode 10)
- 2002 : Sex and the City : Susane Sharon (Molly Price) (saison 4, épisode 15)
- 2002 : Urgences : Madame Royston (Michele Shay) (saison 9, épisode 2)
- 2003 : Touche pas à mes filles : Laura (Suzanne Pleshette)
- 2004 : Hercule Poirot : Lucy Angkatell (Sarah Miles) (épisode : Le Vallon)
- 2007 : Desperate Housewives : Peggy, la fleuriste (Myra Turley) (saison 3, épisode 11)
- 2010 : Trois Bagues au doigt : Kim (Elisabeth Omilami (en)) (mini-série)
- 2010-2014 : Raising Hope : Barbara June Thompson (Cloris Leachman)
- 2010-2015 : Hot in Cleveland : Victoria Chase (Wendie Malick)
- 2017 : Santa Clarita Diet : Mme Bakavic (Grace Zabriskie)
- 2017 : Younger : Belinda Lacroix (Lois Smith)
- 2017 : Mr. Mercedes : Ida Silver (Holland Taylor)
- 2021 : And Just Like That... : Gloria Marquette (Brenda Vaccaro)
- 2021-2022 : 9-1-1 : Toni Wilson (Marsha Warfield) (7 épisodes)
- 2022 : Roar : Rosey (Judy Davis) (épisode 2)
- 2022 : Poupée russe : Vera Peschauer (Irén Bordán)
- 2025 : Meurtres au paradis : Dorna Bray (Judith Jacob) (saison 14, épisode 7)

#### Séries d'animation
- Pattaclop Pénélope (1969–1971) : Pénélope
- La Bataille des planètes (1972–1974) : 5-Cibel-5
- She-Ra, la princesse du pouvoir (1985–1987) : Ténébra / Mermista
- Goldorak (1977) : Aphélie (épisode 25)
- Caroline (1990) : la maman de Caroline, Boubou, Nestor
- Dofus : Aux trésors de Kerubim : Maman / Mamie Trool (2013)
- 2023-2024 : Véra : Evelyn[n 1]